# Dao bếp

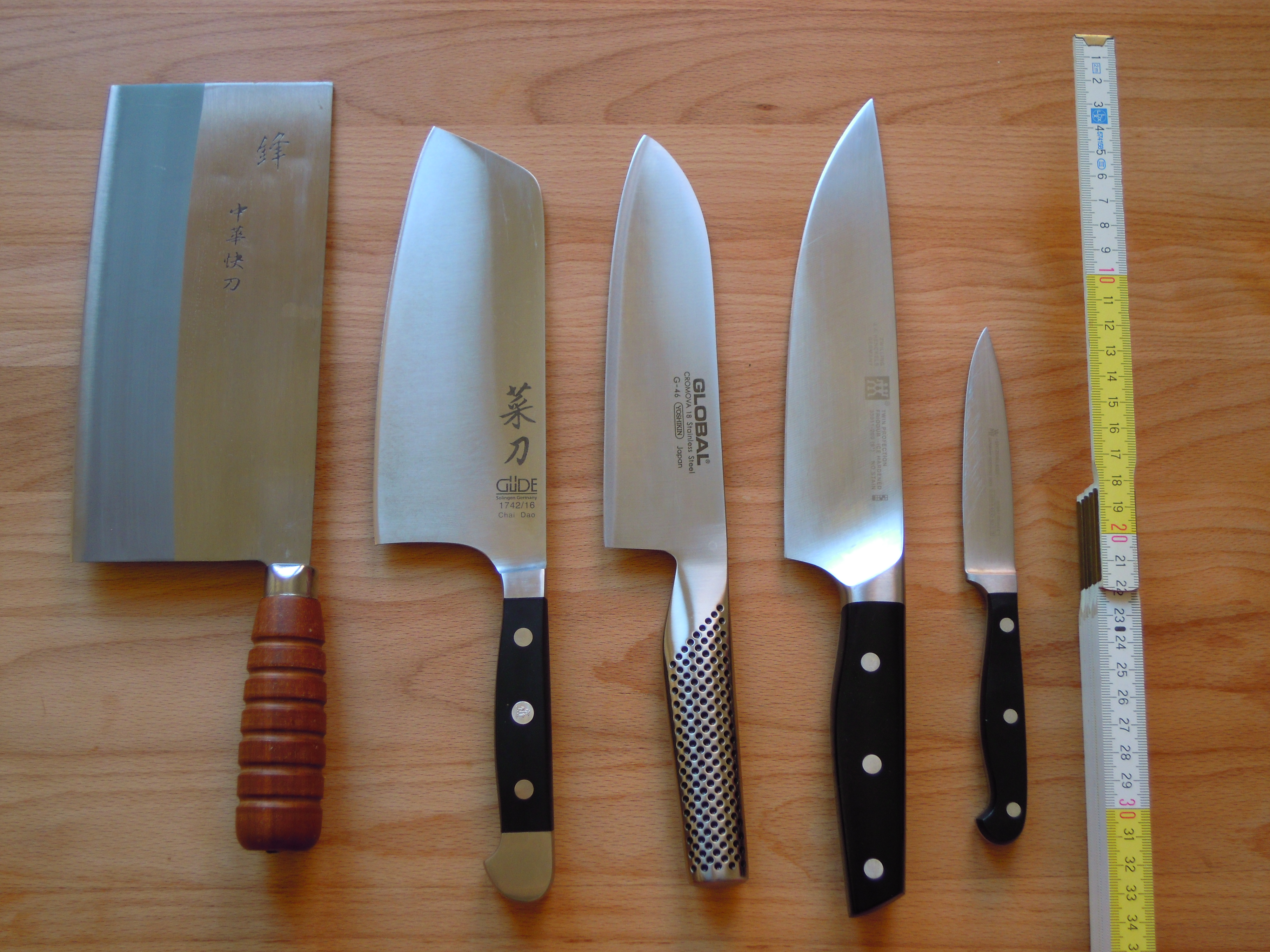
Các loại dao bếp hiện đại ngày nay

Dao bếp (Kitchen knife) hay dao làm bếp là các loại dao bất kỳ nào được sử dụng để chế biến thực phẩm. Mặc dù phần lớn công việc này có thể được thực hiện với một số loại dao đa năng đặc biệt là dao đầu bếp, dao cắt, dao gọt nhỏ và một số loại dao có lưỡi răng cưa, cũng có nhiều dao chuyên dụng được thiết kế cho các nhiệm vụ cụ thể. Dao làm bếp có thể được làm từ nhiều vật liệu khác nhau. Con dao được biết đến sớm nhất được làm từ đá và xương, chúng được tạo hình và mài sắc bằng cách đập những mảnh đá vào nhau.

## Các loại

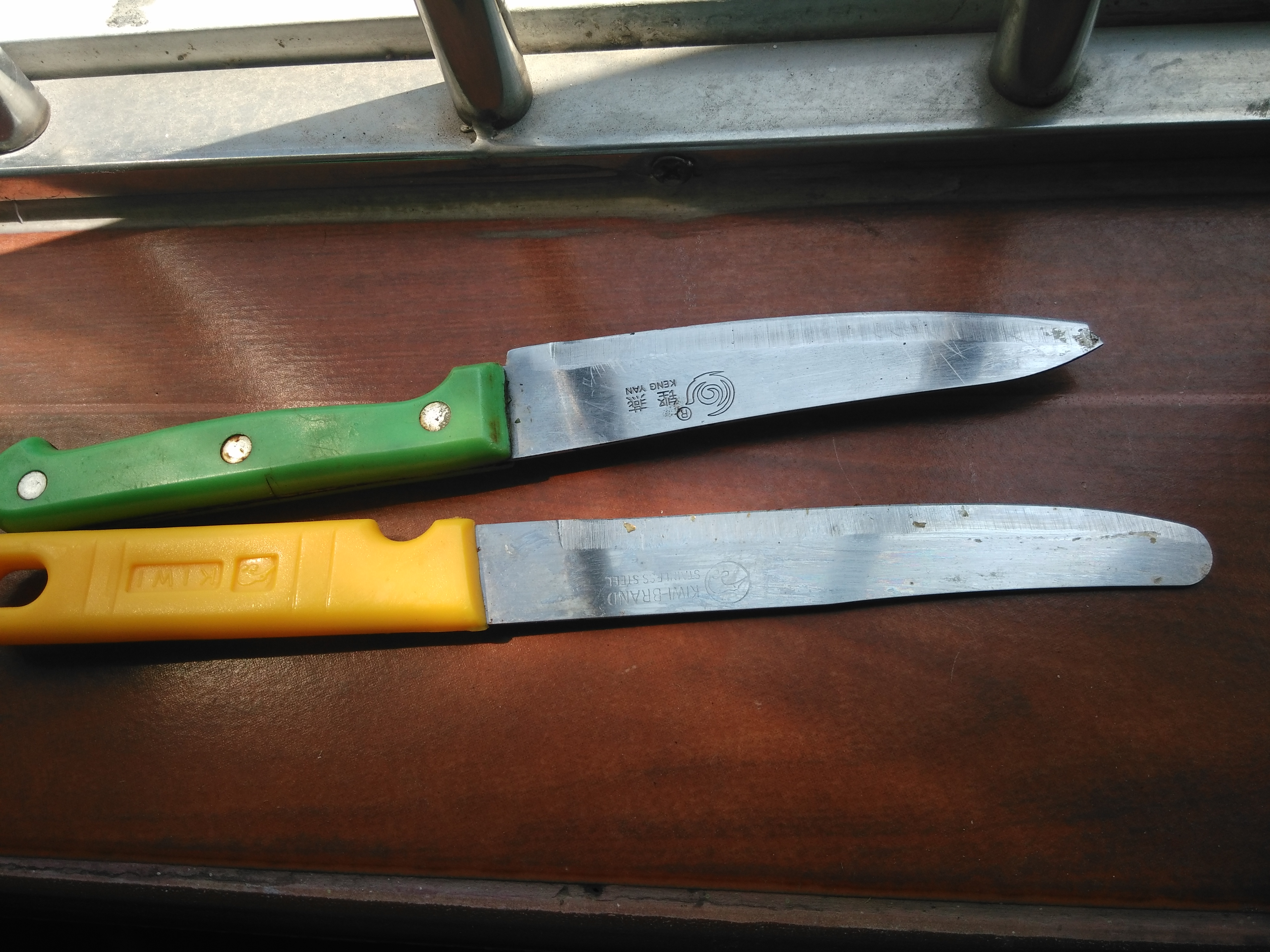
Dao nhỏ, dao gọt trái cây kiểu Việt Nam

Nếu dao Đức nổi tiếng bởi độ bền và khỏe, thích hợp cho việc chặt gà vịt, chặt xương thì dao Nhật có độ tinh xảo cao, thích hợp cho việc thái, cắt một cách cầu kỳ như giao sushi, dưới đây là các loại giao làm bếp thông dụng:
- Dao đầu bếp (Chef’s knife): Dao đầu bếp thường có độ dài khoảng từ 15–30 cm. Loại dao này khá đa năng khi có thể dùng cho việc cắt, băm, bằm thịt và cả chặt xương, các đầu bếp sử dụng chúng thường xuyên trong các công việc hằng ngày.
- Dao chặt hay dao phay (Chopping knife): Thường gặp và sử dụng trong các đầu bếp Á (món Việt, Trung) sử dụng loại dao này. Lưỡi của loại dao này rất dày và nặng, phần sống dao hơi cong lên một chút. Nó thường được dùng để chặt, cắt hoặc băm thịt nhưng được khuyến cáo không nên sử dụng để chặt cắt loại xương quá lớn vì dễ gây ra tại nạn.
- Dao tỉa (Paring knife): Loại dao này thường có độ dài tiêu chuẩn từ 6–10 cm, thường được sử dụng khi cần sự tỉ mỉ và nhanh gọn, dứt khoát khi thực hiện công đoạn tỉa rau củ quả hoặc dùng để xắt, nghiền, cắt rau củ quả dễ dàng hơn.
- Dao đa năng (Utility knife): Dao đa năng thường có độ dài tiêu chuẩn từ 10 – 18 cm nên chúng nhỏ hơn dao đầu bếp nhưng lại lớn hơn dao tỉa nên thường được dùng để cắt, xắt các loại thực phẩm có kích cỡ vừa và không quá cứng như rau củ quả, sandwich.
- Dao bánh mì (Bread knife): Đây là loại dao thường có ở các nhà hàng Âu và đặc biệt là các Đầu bếp bánh, mỗi con dao thường có độ dài từ 15 – 26 cm. Lưỡi của dao bánh mì thường có răng cưa để có thể cắt được lớp vỏ bánh mì mà không làm cho chúng vị vỡ, nát. Dao bánh mì thường có răng cưa để giúp dễ cắt phần vỏ bánh dày mà không bị nát.
- Dao khắc (Carving knife): Với độ dài tiêu chuẩn thường từ 20 – 38 cm, thường có chóp nhọn hoặc mũi tròn và lưỡi dao dài thì dao khắc thường dùng để lọc phần thịt ra khỏi xương hay cắt các loại thịt đã chín. Đôi khi những con dao này có một cạnh rãnh trên lưỡi để giữ thịt bám vào lưỡi dao.
- Dao lọc xương (Boning knife) hay còn được gọi là dao phi lê: Với độ dài thường khoảng từ 12 – 17 cm thường được dùng để lọc xương cá hay tách phần thịt, gia cầm ra mà phần thịt không bị vỡ nát. Loại dao này khá đặc biệt với hình dạng lưỡi dao cong lên, thanh mảnh, sắc bén.
- Trong khi sinh tồn thì con dao sinh tồn đôi khi cũng được sử dụng chức năng như dao bếp để chế biến thực phẩm

## Dụng cụ
- Thanh mài dao (Honing steel): Tuy không phải là dao nhưng một bộ dao của Đầu bếp chuyên nghiệp thì không thể thiếu dụng cụ này, chúng giúp bộ dao luôn được sắc bén. Phần thanh dùng để mài dao trên dụng cụ này thường được làm từ thep không gỉ. Việc mài dao, giữ cho chúng sắc bén sẽ giảm thiểu đi được nhiều tai nạn.
- Dao thép rèn: Loại dao này được làm bằng kỹ thuật rèn từ một khối thép nên vì thế lưỡi và chuôi dao sẽ liền 1 mảnh. Điều này giúp loại bỏ được tai nạn lưỡi dao sứt ra khỏi cán nhưng bù lại khi cầm thì không tạo được cảm giác chắn chắn và đôi khi chúng có trọng lượng tương đối nặng.
- Dao thép cắt: Đây là loại dao được cắt ra từ 1 miếng thép không rỉ. Tuy không mạnh mẽ, chắc chắn như dao thép rèn nhưng chất lượng cũng rất tốt. Ngoài ra, giá thành rẻ là một trong các yếu tố mà loại dao này được ưa chuộng.
- Dao thép cacbon: Được làm từ thép cacbon không rỉ nên lưỡi của loại dao này sắc và mịn. Một ưu điểm là loại dao này không cần phải mài thường xuyên mà chúng vẫn giữ được độ sắc bén. Có lẽ giá thành cao là điểm trừ duy nhất nhưng với chất lượng như vậy thì cũng rất xứng đáng phải không nào?
- Dao inox (Dao I-nốc): Là loại dao thông dụng có mặt hầu hết trong bất kỳ gian bếp nào. Do làm chất liệu inox nên chúng cũng khá sắc và có độ bóng tốt mà giá cả phải chăng, Nhược điểm của loại dao này là cũng dễ bị mòn, cần được mài thường xuyên.